# Vitalij Kim
Vitalij Oleksandrovyč Kim (in ucraino Віталій Олександрович Кім?; Mykolaïv, 13 marzo 1981) è un politico e imprenditore ucraino.

## Biografia
Suo padre è stato allenatore di pallacanestro di origini Koryo-saram ed è stato un giocatore della squadra giovanile dell'Unione Sovietica. È sposato con Yuliya Vitalivna Kim ed ha tre figli: Yevheniya e Oleksandra e Ruslan.
Kim si è laureato in economia aziendale al Mykolaiv Gymnasium n. 2 e alla Admiral Makarov National University of Shipbuilding.
Nel 1998 ha iniziato a dedicarsi all'attività imprenditoriale.
Nel 2003 ha lavorato per la società Ukrpromresurs, che si occupava di revisione contabile del settore pubblico. Dal 2005 al 2011 ha gestito numerose imprese a Mykolaiv, impegnate in investimenti internazionali. Dal 2015 al 2016 ha diretto il dipartimento di analisi del Ministero delle Politiche Agrarie dell'Ucraina. È stato anche fondatore di un gruppo di società di sviluppo edilizio, impegnate nella costruzione di complessi residenziali "Orange", "Concert" e "Uyutny".
Nel 2019 ha aderito alla sezione di Mykolaiv del partito Servitore del Popolo fondato da Volodymyr Zelens'kyj e Ivan Bakanov due anni prima. È noto per le sue frasi ad effetto ed ha un ampio seguito sui social network.
Il 25 novembre 2020, il presidente dell'Ucraina Volodymyr Zelens'kyj lo ha nominato governatore dell'Oblast di Mykolaiv.
A seguito dell'invasione russa dell'Ucraina del 2022 è diventato uno dei principali obiettivi dell'esercito russo. Ha contribuito alla difesa del fronte sud ucraino.